# 다나카 히데오
다나카 히데오(일본어: 田中 英雄, 1983년 3월 1일 ~ )는 일본의 전 축구 선수이다.

## 구단 경력
그는 2005년부터 2018년까지 J리그의 비셀 고베, 교토 상가 FC, 가마타마레 사누키에서 활동하였다.